# Isomyia lingulata
Isomyia lingulata är en tvåvingeart som beskrevs av Fang och Fan 1984. Isomyia lingulata ingår i släktet Isomyia och familjen Rhiniidae. Inga underarter finns listade i Catalogue of Life.